# Хрестовоздвиженська церква (Кам'янець-Подільський)
Хрестовоздви́женська це́рква — дерев'яна церква в Кам'янці-Подільському під стінами Старої фортеці, на прибережній смузі річки Смотрич в урочищі Карвасари.

## Історія
За легендою, заснувати православну церкву під стінами кам'янецької фортеці запропонував гетьман Петро Конашевич-Сагайдачний. Поранений у Хотинській битві 1621 року, гетьман на шляху до Києва проїжджав через Кам'янець-Подільський. Побачивши мури фортеці, він подумав, що їхня захисна сила стане ще міцнішою, якщо їх підпиратимуть не тільки потужні скелі, а й віра. Тоді гетьман уявив дерев'яну, легку, як молитва, церкву, яку незабаром після цього і збудували на березі Смотрича.

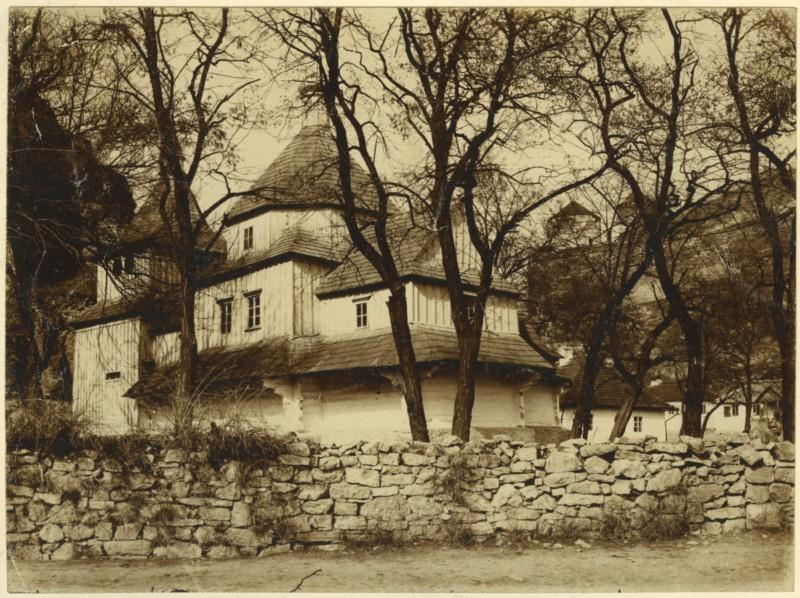
Хрестовоздвиженська церква, 1881

На планах 1672 року означена православна церква. Під час володарювання турків у Кам'янці будівля була знищена. 1739 року на Карвасарах була унійна дерев'яна однобанева церква, яку відбудував на початку століття Гавриїл Божовський. Наприкінці 18 століття вона занепала, тож було вирішено збудувати нову церкву.
1799 року почалося будівництво нової, також однобаневої церкви. Споруду 1801 року освятив у православ'я Каліннік Нагорський.
У часи атеїстичної влади після Великодня 1953 року храм закрили, демонтували престол, жертовник, іконостас, верхній клірос. Їх доля донині невідома. Храм до 1965 року використовувався як кінотеатр.
Реконструкцію церкви розпочато 1987 року, завершено 1988 року. Проєктно-кошторисну документацію виготовила Львівська філія інституту «Укрпроектреставрація». Загальна кошторисна вартість реставраційних робіт — 59,3 тисячі рублів. Згідно з проєктом, у першу чергу перенесено дзвіницю. Біля церкви просто неба планувалося створити музей народної архітектури та побуту (проєкт не здійснено).
У грудні 1991 року храм відкрито для богослужіння, встановлено престол і жертовник, 1993 року — верхній клірос, 1994 року — іконостас, 1995 року — дзвін. 1997 року оздоблено іконостас, виготовлено «Голгофу» та змонтовано паникадило. У 2003—2005 роках розписано храм. Реставровано покрівлю, встановлено хрести на бані та дзвіницю.

## Архітектура
Фундамент церкви складений з каменю-вапняку. Тризрубова, однобанева з ґанком і ризницею з північної сторони, і прибудованої з заходу дзвіницею (1863). Всі три зруби церкви і четвертий — дзвіниці — квадратні в плані. Має два входи — в північній стіні дзвіниці і з північної сторони центрального зрубу. Типова для Поділля споруда з ширшим і вищим триярусним центральним зрубом, що переходить за допомогою вітрил у восьмерик, завершений шатровим верхом. Перекриття вівтарної частини та бабинця пласкі. Внутрішній простір нефа розкритий, об'єднаний з бабинцем прямокутною аркою-вирізом. На північному фасаді центрального зрубу — ґанок на чотирьох фігурних стовпчиках під навісом. Пам'ятка є яскравим твором подільської школи народного дерев'яного будівництва.

## Настоятелі
1895 року Юхим Сіцінський навів список настоятелів Хрестовоздвиженської церкви.

### Греко-католики
До 1724 року — Гавриїл Божовський, який облаштував стару церкву.
У 1724—1769 роках — Леонтій Помаранський. Його рукопокладено 21 грудня 1724 року в Умані за «презентою» кам'янецького старости Яна Станіслава Контського від 24 серпня 1724 року.
У 1769—1785 роках — Олексій Страдецький. Похований на погості Карвасарської церкви, де досі є кам'яний хрест із написом: «Тут лежить священик Олексій Страдецький дня … місяця» (далі нерозбірливо).
У 1785—1829 роках — Іоанн Кулаковський (у деяких документах — Колаковський). Раніше, з 1760 року, був коад'ютором (помічником) при цій же церкві, при своєму тестеві — священнику Страдецькому. Наставником церкви в Карвасарах став за «презентою» від 13 грудня 1785 року кам'янецького старости князя Адама Казимира Чарторийського. Рукопокладений 1786 року єпископом Петром Білянським з обов'язком назавжди залишатися при карвасарській церкві. В 1795 році перейшов на православ'я, був на початку XIX століття благочинним кам'янецьких церков. Похований на погості карвасарської церкви. На кам'яній плиті є напис: «Тут спочиває прах покійного священика цієї Хрестовоздвиженської церкви, благочинного Іоанна Колаковського, який помер 1829 року травня 9 дня». Поруч є ще одна плита з написом: «Тут спочиває прах дружини священика Параскеви зі Страдецьких Колаковської, яка померла 1813 року березня 25 дня. Упокій, Господи, душу покійної раби Твоєї».

### РПЦ
У 1829—1849 роках — Григорій Коропачинський. Рукопокладено 1820 року до церкви села Кормильча Кам'янецького повіту (нині Чемеровецького району Хмельницької області).
У 1849—1851 роках — Йосип Кульчицький. Далі, у 1851—1855 роках, священник у селі Скипче Кам'янецького повіту (нині Городоцького району Хмельницької області), звідки його перемістили в Тернаву Ушицького повіту.
У 1851—1855 роках — Володимир Зозулинський.
У 1855—1865 роках — Іоанн Гладковський. Рукопокладено 1835 року до церкви села Голенищеве Летичівського повіту (нині Летичівського району Хмельницької області).
У 1865—1879 роках — Олександр Подгорецький. Рукопокладено 1858 року до кам'янецького кафедрального собору, а 1859 року переміщено в Демшин. За даними 1895 року — в селі Попова Гребля Ольгопільського повіту (нині село Попова Гребля Чечельницького району Вінницької області).
У 1879—1880 роках — Корнилій Пуницький. Закінчив Холмську духовну семінарію. Рукопокладено 8 вересня 1879 року до церкви в Карвасарах. У 1880—1881 роках був настоятелем Іоанно-Предтеченської церкви в Кам'янці-Подільському. 1881 року переміщено внаслідок прохання в село Хащувате Гайсинського повіту (нині Гайворонського району Кіровоградської області).
У 1881—1885 роках — Прохор Стопакевич. Рукопокладено 1857 року до церкви села Михайлівка Ушицького повіту. За даними 1895 року — у містечку Лянцкорунь Кам'янецького повіту (нині село Зарічанка Чемеровецького району Хмельницької області). Дід поета Володимира Свідзінського.
У 1885—1887 роках — Климент Маркевич. До цього священик у селі Стефановка Кам'янецького повіту.
У 1887—1893 роках — Іуліан Заєнчковський. Рукопокладено 1878 року до церкви села Фридрівці Кам'янецького повіту (нині Залісся Перше Кам'янець-Подільського району). За даними 1895 року — в Тростянчику Ольгопільського повіту (нині Тростянецького району Вінницької області).
Від 1893 року — Костянтин Ватич. Перейшов сюди із села Попова Ушицького повіту (за три версти на схід від містечка Муровані Курилівці) , нині село Роздолівка Мурованокуриловецького району Вінницької області.

## Галерея

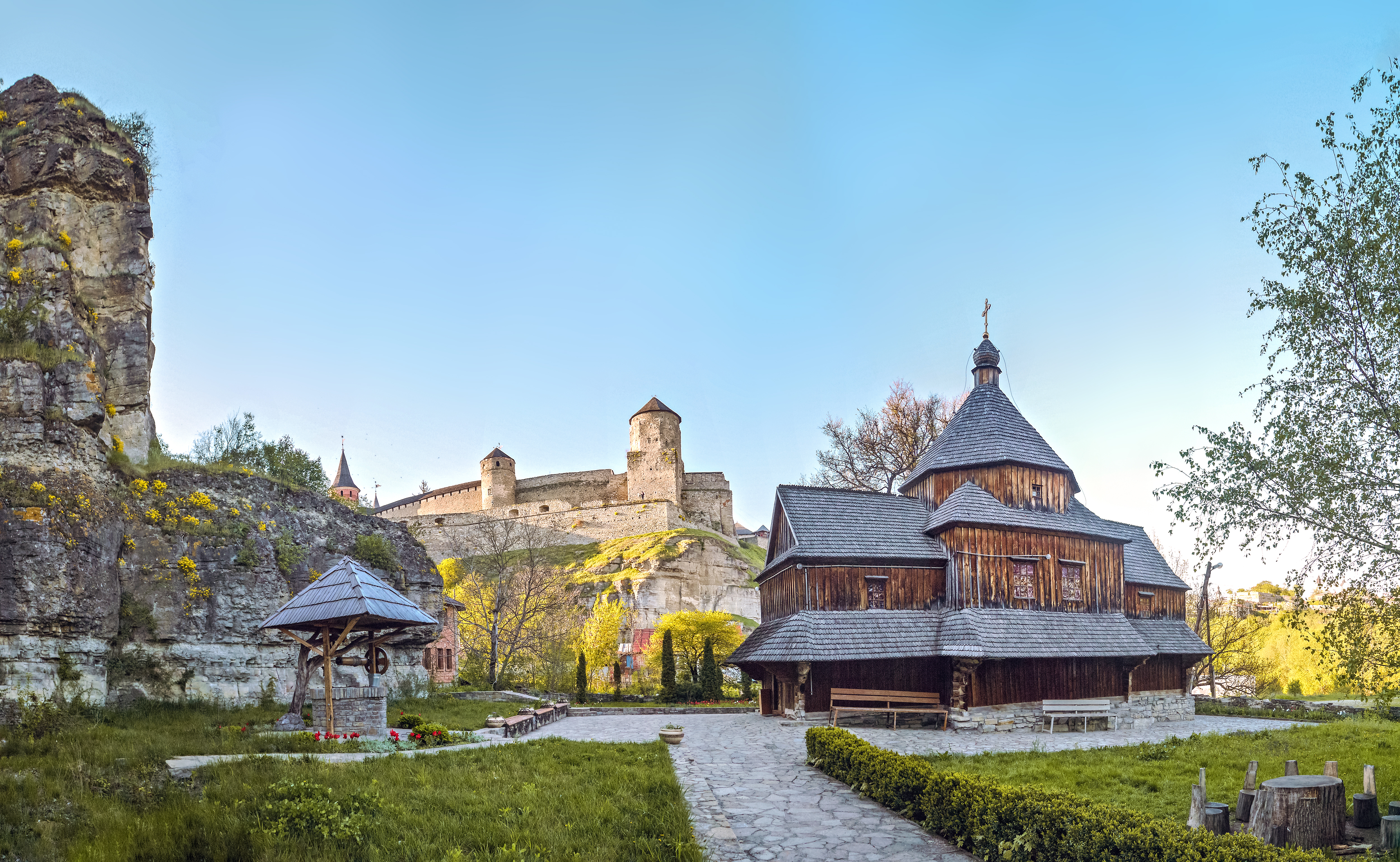
Карвасари. Здвиженська церква
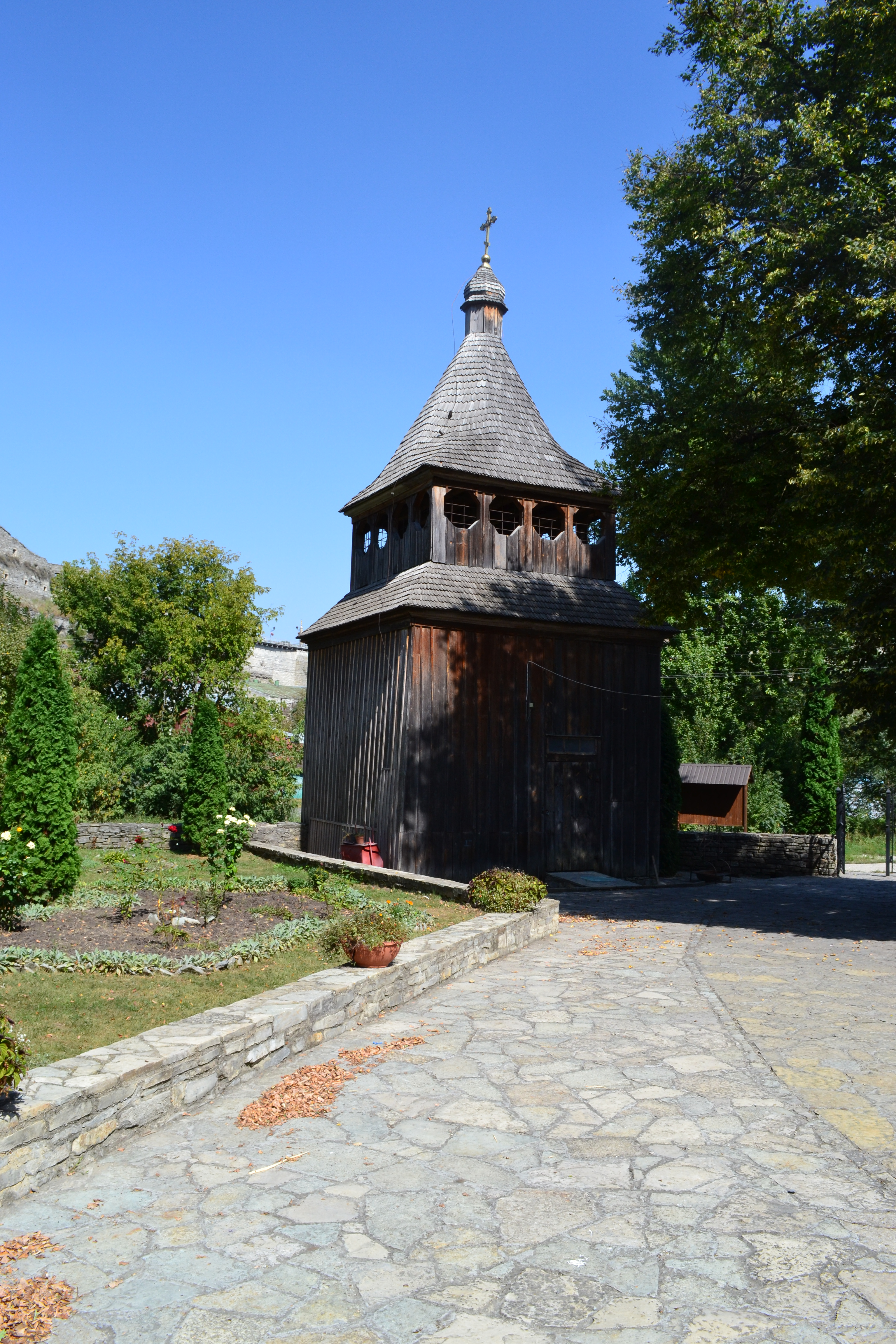
Дзвіниця Здвиженської церкви
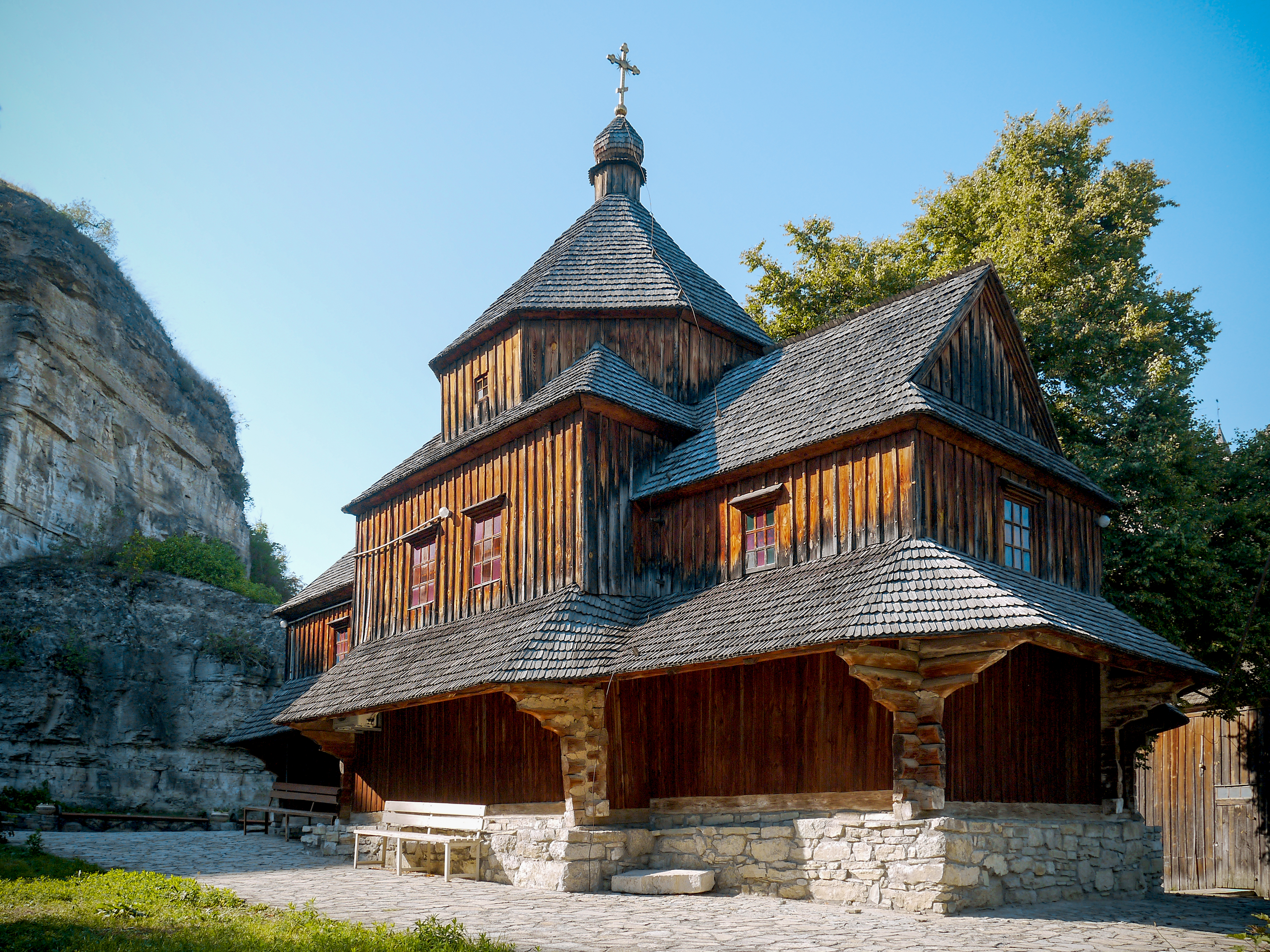
Здвиженська церква у Карвасарах
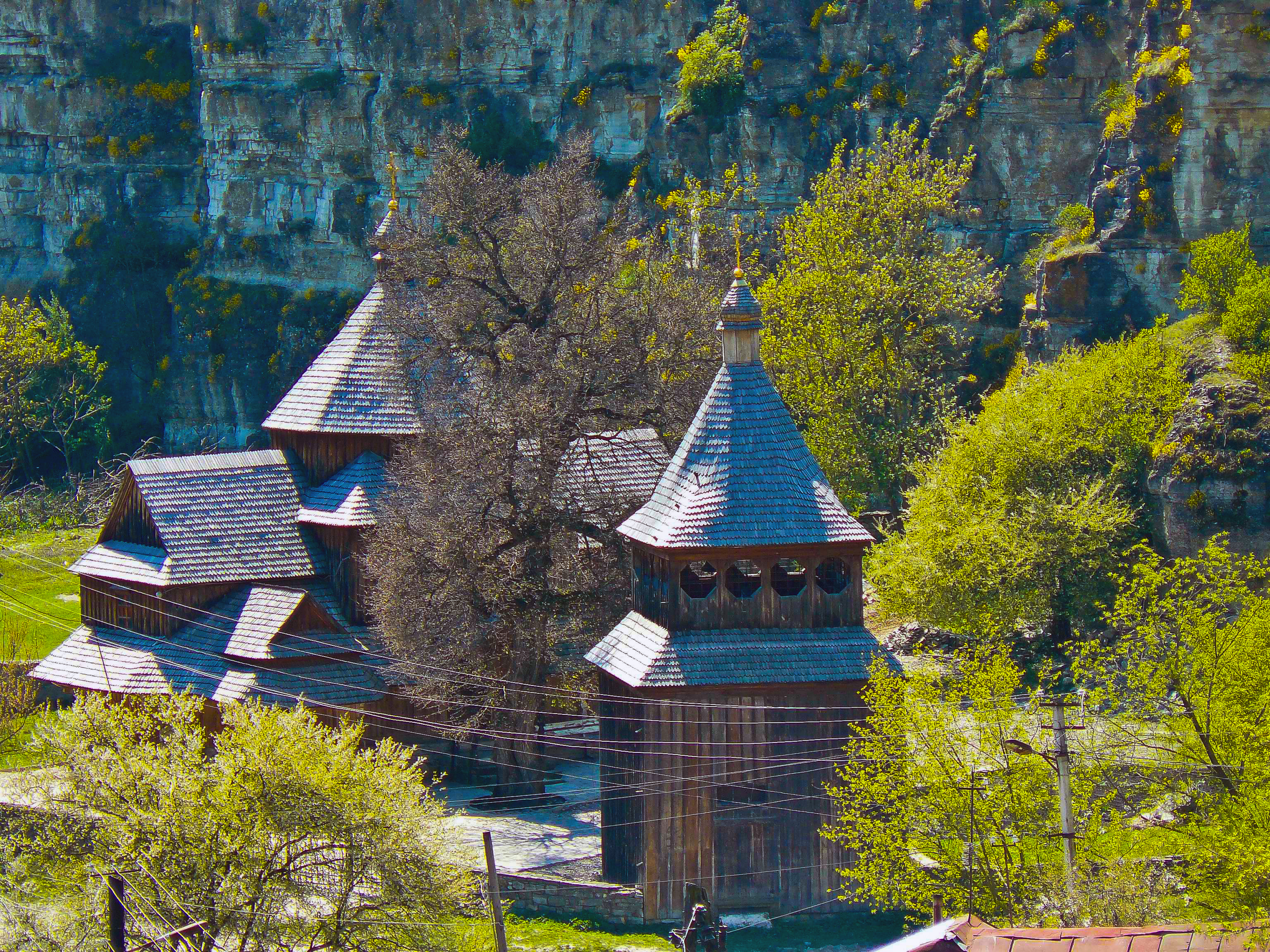
Вигляд із Замкового мосту
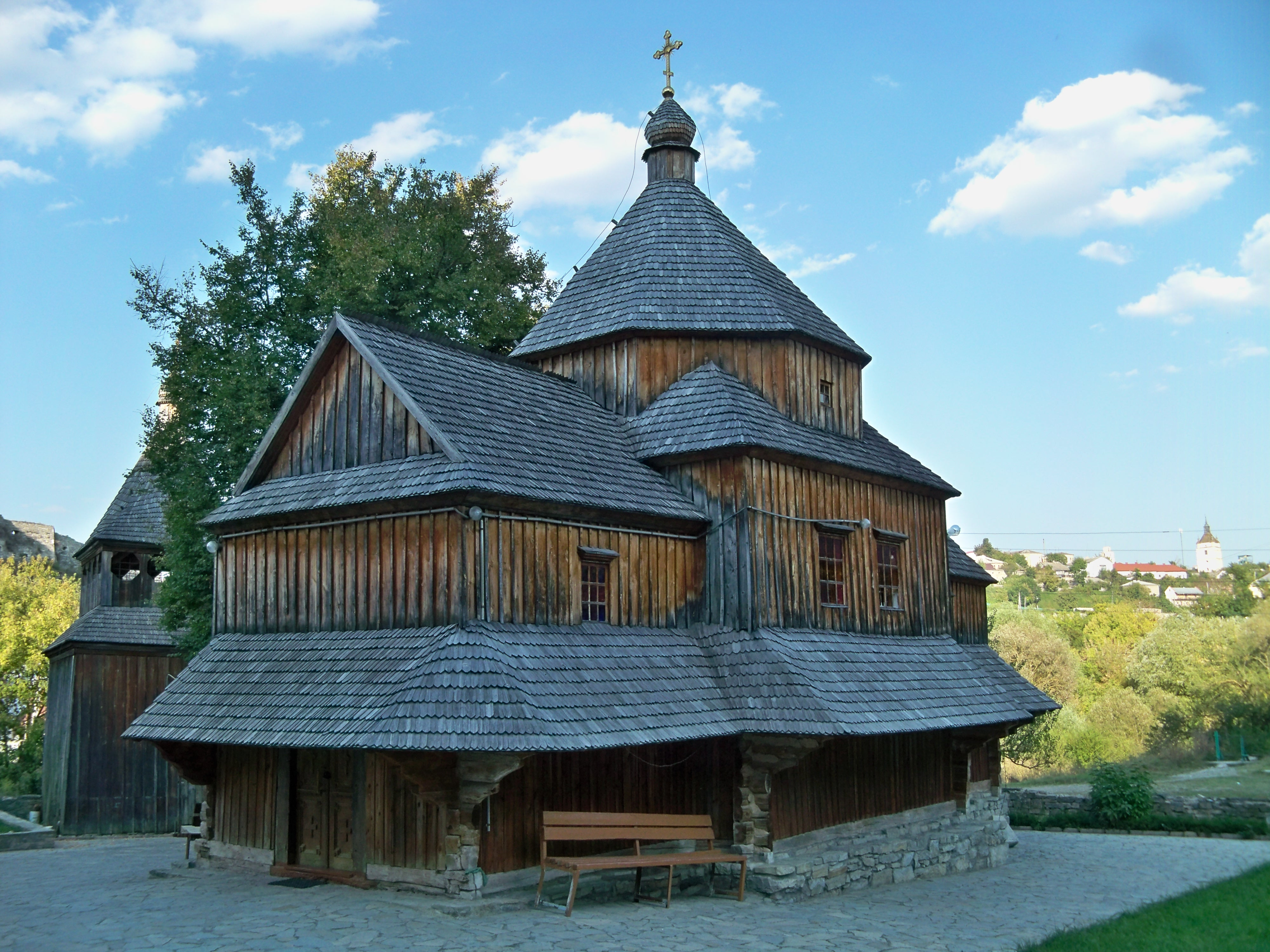
Деревяний храм
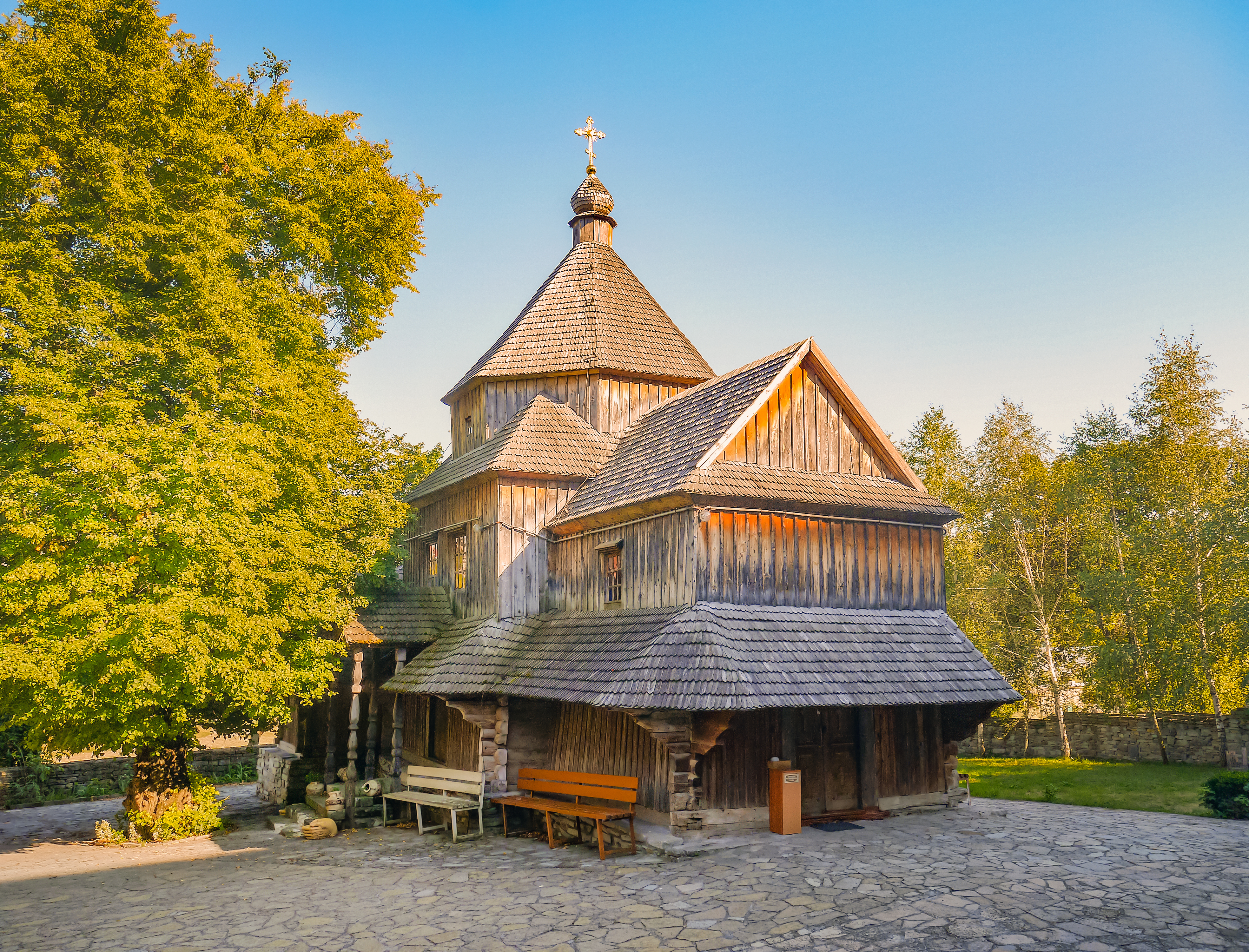
Хрестовоздвиженська церква
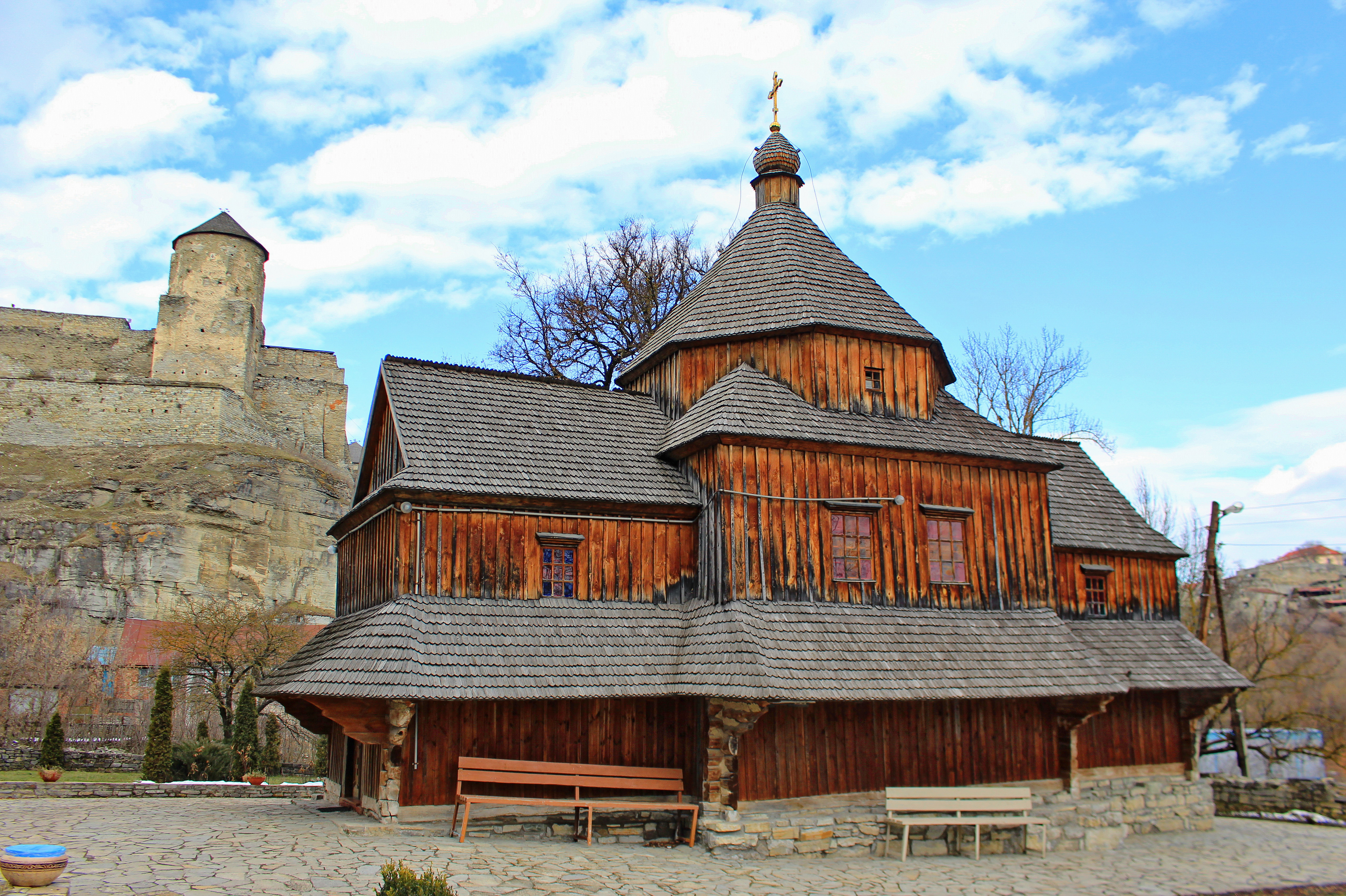
Хрестовоздвиженська церква
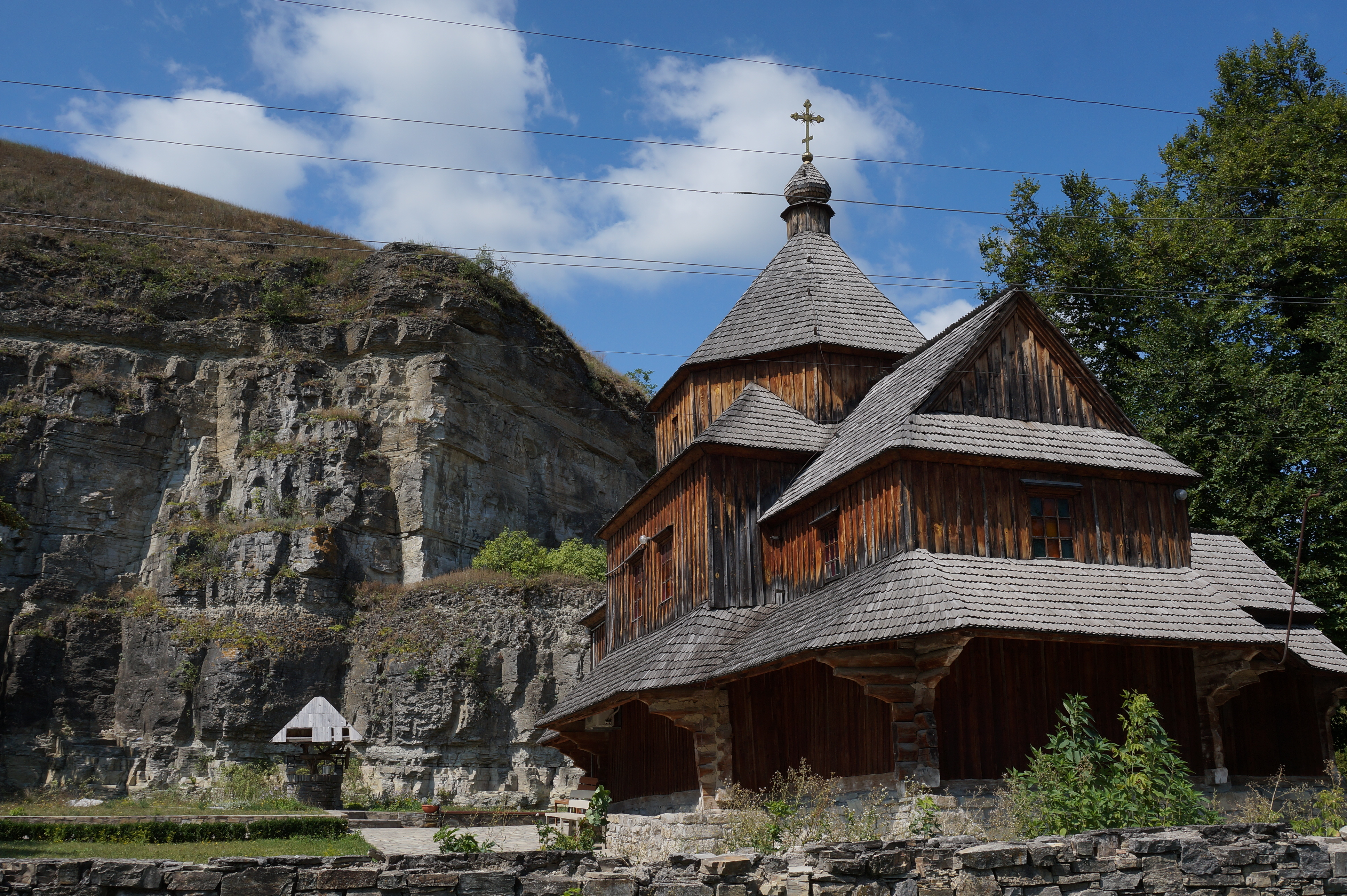
Хрестовоздвиженська церква
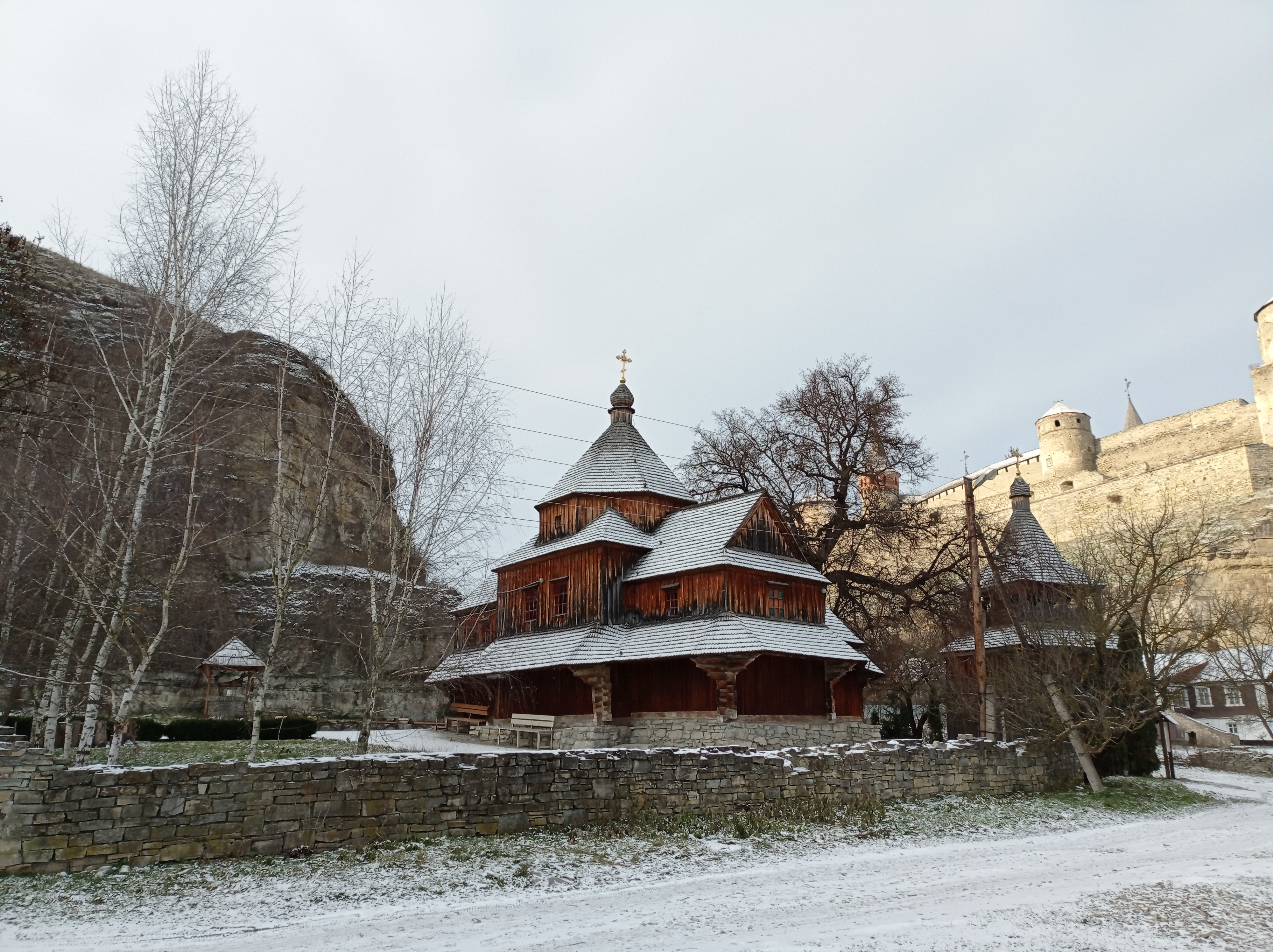
Зима
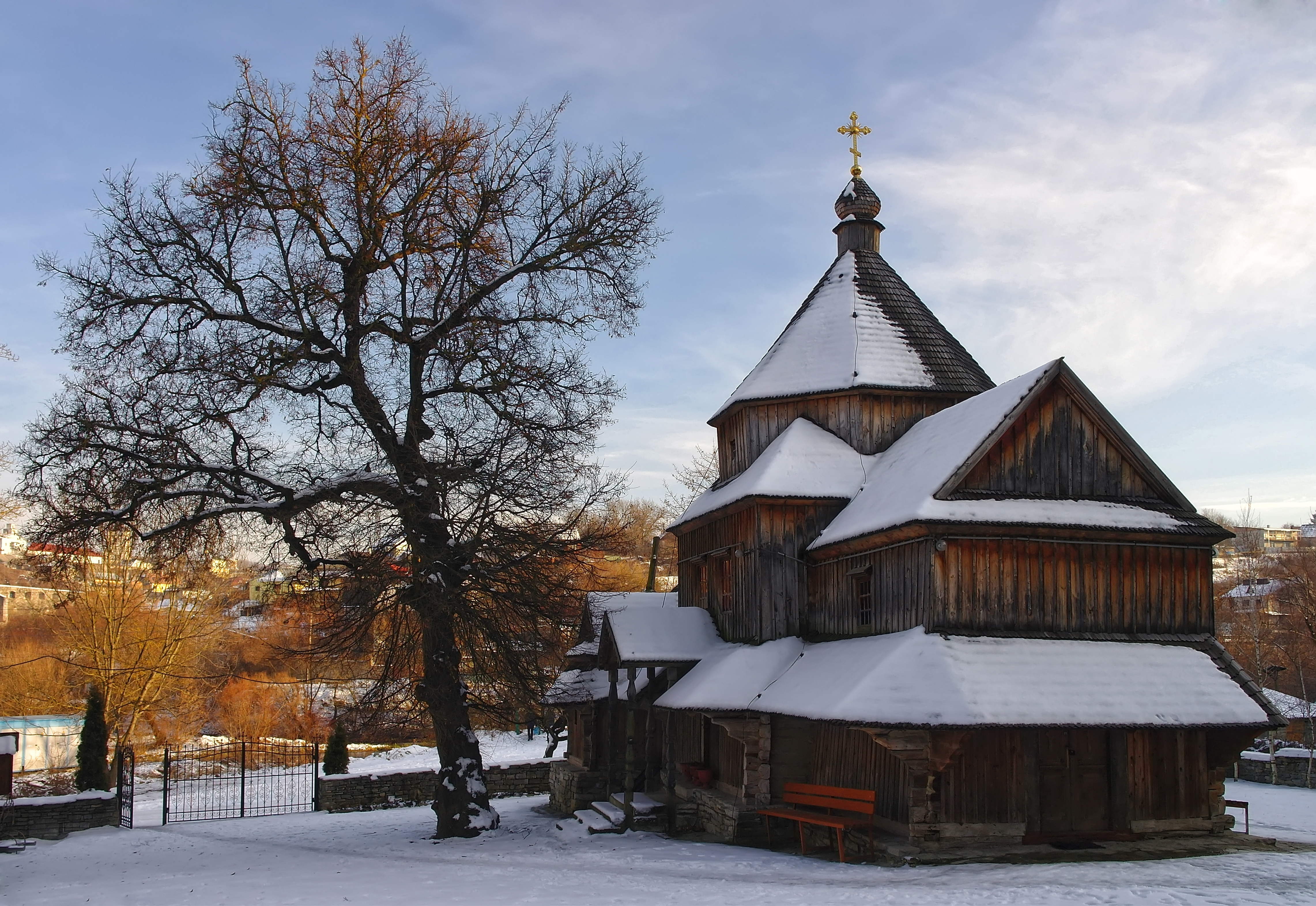
Карвасари, церква